# Julija Krasnoszczok
Julija Krasnoszczok (ukr. Юлія Краснощок, ur. 6 stycznia 1990) – ukraińska lekkoatletka specjalizująca się w biegach sprinterskich.
W 2007 bez sukcesów startowała w mistrzostwach świata juniorów młodszych. Rok później znalazła się w składzie ukraińskiej sztafety 4 x 400 metrów, która ustanawiając nowy rekord kraju juniorek, zdobyła wicemistrzostwo świata juniorów. Ukrainki w 2009 na czempionacie Starego Kontynentu juniorów wygrały bieg rozstawny 4 x 400 metrów jednak po złapaniu na dopingu Olhy Zemlak odebrano im złote medale.
Medalistka mistrzostw Ukrainy.
Rekordy życiowe w biegu na 400 metrów: stadion – 54,14 (13 czerwca 2012, Jałta); hala – 54,13 (14 lutego 2013, Sumy). 

## Osiągnięcia
| Rok  | Impreza                               | Miejsce   | Konkurencja        | Pozycja          | Wynik   |
| ---- | ------------------------------------- | --------- | ------------------ | ---------------- | ------- |
| 2007 | Mistrzostwa świata juniorów młodszych | Ostrawa   | bieg na 200 m      | eliminacje       | 23,56   |
| 2007 | Mistrzostwa świata juniorów młodszych | Ostrawa   | sztafeta szwedzka  | el. – 9. miejsce | 2:11,79 |
| 2008 | Mistrzostwa świata juniorów           | Bydgoszcz | sztafeta 4 x 400 m | 2. miejsce       | 3:34,20 |
| 2013 | Halowe mistrzostwa Europy             | Göteborg  | sztafeta 4 x 400 m | 5. miejsce       | 3:34,61 |